# Truls Barhaugen
Truls Reidar Barhaugen (født 7. juni 1957 i Årnes, Nes) er en norsk brandmand og tidligere håndboldspiller. Han har spillet på eliteserie-niveau, i 15 landskampe på junior- og ungdomslandsholdet, for klubberne Bekkelaget, Kolbotn og Oppsal. Han var aktiv fra midten af 1970'erne til slutningen af 1980'erne. I 2002 var han en af deltagerne i den norske reality-serie Muldvarpen, som blev sendt på TVNorge.
Barhaugen er uddannet tømrer, men har arbejdet som brandmand siden starten af 1980'erne. Han er søn af den norske skiløber Arne Barhaugen og har selv tre børn. En af hans sønner, Marius Barhaugen, har deltaget i det norske Melodi Grand Prix, samt i de norske udgaver af konkurrencerne Idols og The Voice.